# Prostytucja w Korei Północnej
Prostytucja w Korei Północnej jest nielegalna i według tamtejszego rządu nie istnieje, jednak jest praktykowana.
Rząd Koreańskiej Republiki Ludowo-Demokratycznej (KRLD) angażuje się w prostytucję przymusową. Prostytutki nazywane manjokcho wchodzą w skład tzw. kippŭmjo (kor. 만족조 – „zespoły uszczęśliwiające”), gdzie dziewice pomiędzy 14. a 20. rokiem życia są przygotowywane przez około 20 miesięcy do swojej roli.
Często świadczą usługi wysoko postawionym członkom Partii Pracy Korei. Kobiety wybrane do kippŭmjo, muszą dołączyć do tej organizacji, nawet jeżeli są córkami dygnitarzy państwowych. Nie wszystkie jednak pełnią rolę prostytutek – niektóre są masażystkami i tancerkami.
Wiele chińskich prostytutek pracuje w Regionie Turystycznym Kŭmgangsan, a ich klientami często są południowokoreańscy turyści.
Sporo kobiet ucieka z Korei Północnej do Chińskiej Republiki Ludowej. Od 70% do 80% uciekinierek z Korei Północnej doświadcza łamania praw człowieka. Wiele spośród nich jest zmuszanych do niewolnictwa seksualnego. Często proceder zaczyna się zaraz po przekroczeniu granicy, gdzie kobiety te są zmuszane do nierządu, a następnie przewożone do miast i więzione w domach publicznych.